# Hassan Abdel Fattah
Hassan Abdel Fattah Mahmoud (arabe : حسن عبد الفتاح) (né le 17 août 1982 à Riyad en Arabie saoudite) est un joueur de football international jordanien d'origine palestinienne, qui évolue au poste d'attaquant.

## Biographie

### Carrière en sélection
Avec l'équipe de Jordanie, il joue 65 matchs officiels (pour 20 buts inscrits) entre 2004 et 2014. 
Il figure dans le groupe des sélectionnés lors des coupe d'Asie des nations de 2004 et de 2011, où son équipe atteint à chaque fois les quarts de finale.
Il joue également 17 matchs comptant pour les éliminatoires de la coupe du monde, lors des éditions 2006, 2010 et 2014.

## Palmarès
Il est Champion de Jordanie en 2005, 2007, 2008, 2009 et 2011 avec Al Weehdat.
Il remporte la Coupe de Syrie en 2010 avec Al Karamah.